# 香薷 (植物)
香薷是唇形科香薷属植物，分布于中国大陆、台湾、日本、东南亚等地。